# Fußball-Weltmeisterschaft 1986/Belgien
Dieser Artikel behandelt die belgische Nationalmannschaft bei der Fußball-Weltmeisterschaft 1986 in Mexiko.

## Qualifikation
Belgien traf in der Qualifikationsgruppe Eins auf Polen, Albanien und Griechenland. Obwohl die Roten Teufel zu Hause gegen Polen durch Tore von van den Bergh und Vercauteren mit 2:0 gewannen und auswärts ein torloses Unentschieden erreichten, wurden sie aufgrund der schlechteren Tordifferenz Gruppenzweiter und mussten nun Zwei Play-off-Spiele gegen die Niederlande bestreiten. Entscheidend für den Gruppensieg Polens war die 0:2-Niederlage der Belgier in Albanien.
| Belgien      | - | Albanien     | 3:1 (0:0) |
| Griechenland | - | Belgien      | 0:0       |
| Albanien     | - | Belgien      | 2:0 (0:0) |
| Belgien      | - | Griechenland | 2:0 (0:0) |
| Belgien      | - | Polen        | 2:0 (1:0) |
| Polen        | - | Belgien      | 0:0       |

Nachdem die Belgier nicht zu den besten Gruppenzweiten gehört hatten, mussten sie zwei Play-off-Spiele gegen die Niederlande bestreiten. Das Hinspiel fand am 16. Oktober 1985 in Brüssel vor über 36.000 Zuschauern statt. Die Niederländer wurden gleich nach vier Minuten auf zehn Mann reduziert, da Wim Kieft wegen eines groben Foulspiels vom Platz gestellt wurde, die Gastgeber nutzten ihre nominelle Überlegenheit und erzielten in der 20. Minute den Führungstreffer, welchen sie bis Spielende verteidigten. Torschütze war Franky Vercauteren.
Das Rückspiel wurde am 20. November 1985 in Rotterdam ausgetragen, die Niederländer gingen nach einer Stunde durch Peter Houtman in Führung, ehe Rob de Wit auf 2:0 für die Oranje erhöhte. Mit diesem Stand wechselte der belgische Trainer Guy Thys in der 75. Minute Daniel Veyt ein, der zehn Minuten später nach glänzender Vorarbeit auf Georges Grün flankte, Grün erzielte dann fünf Minuten vor Schluss den Anschlusstreffer für Belgien, das sich damit aufgrund der Auswärtstorregel für die WM in Mexiko qualifizierte.
| Belgien     | - | Niederlande | 1:0 (1:0) |
| Niederlande | - | Belgien     | 2:1 (0:0) |

## Belgisches Aufgebot
| Nr.               | Name                | Verein vor WM-Beginn | Geburtstag        | Spiele   | Tore     | Gelbe Karte | Rote Karte |
| Torhüter          | Torhüter            | Torhüter             | Torhüter          | Torhüter | Torhüter | Torhüter    | Torhüter   |
| ----------------- | ------------------- | -------------------- | ----------------- | -------- | -------- | ----------- | ---------- |
| 1                 | Jean-Marie Pfaff    | FC Bayern München    | 4. Dezember 1953  | 7        | 0        | 1           | 0          |
| 12                | Jacky Munaron       | RSC Anderlecht       | 8. September 1956 | 0        | 0        | 0           | 0          |
| 20                | Gilbert Bodart      | Standard Lüttich     | 2. September 1962 | 0        | 0        | 0           | 0          |
| Abwehrspieler     |                     |                      |                   |          |          |             |            |
| 2                 | Eric Gerets         | PSV Eindhoven        | 18. Mai 1954      | 6        | 0        | 0           | 0          |
| 4                 | Michel De Wolf      | KAA Gent             | 19. Januar 1958   | 2        | 0        | 1           | 0          |
| 5                 | Michel Renquin      | Standard Lüttich     | 3. November 1955  | 5        | 0        | 1           | 0          |
| 13                | Georges Grün        | RSC Anderlecht       | 25. Januar 1962   | 6        | 1        | 1           | 0          |
| 14                | Lei Clijsters       | Thor Waterschei      | 6. November 1956  | 2        | 0        | 0           | 0          |
| 15                | Leo Van der Elst    | FC Brügge            | 7. Januar 1962    | 4        | 0        | 0           | 0          |
| 21                | Stéphane Demol      | RSC Anderlecht       | 11. März 1966     | 7        | 1        | 1           | 0          |
| Mittelfeldspieler |                     |                      |                   |          |          |             |            |
| 3                 | Franky Van der Elst | FC Brügge            | 30. April 1961    | 3        | 0        | 1           | 0          |
| 6                 | Franky Vercauteren  | RSC Anderlecht       | 28. Oktober 1956  | 6        | 1        | 0           | 0          |
| 7                 | René Vandereycken   | RSC Anderlecht       | 22. Juli 1953     | 2        | 0        | 1           | 0          |
| 8                 | Enzo Scifo          | RSC Anderlecht       | 19. Februar 1966  | 7        | 2        | 0           | 0          |
| 10                | Philippe Desmet     | OSC Lille            | 29. November 1958 | 3        | 0        | 0           | 0          |
| 17                | Raymond Mommens     | Sporting Lokeren     | 27. Dezember 1958 | 1        | 0        | 0           | 0          |
| 19                | Hugo Broos          | FC Brügge            | 10. April 1952    | 3        | 0        | 0           | 0          |
| 22                | Patrick Vervoort    | Beerschot VAC        | 17. Januar 1965   | 5        | 0        | 0           | 0          |
| Stürmer           |                     |                      |                   |          |          |             |            |
| 9                 | Erwin Vandenbergh   | RSC Anderlecht       | 26. Januar 1959   | 1        | 1        | 0           | 0          |
| 11                | Jan Ceulemans       | FC Brügge            | 28. Februar 1957  | 7        | 3        | 0           | 0          |
| 16                | Nico Claesen        | Standard Lüttich     | 1. Oktober 1962   | 7        | 3        | 0           | 0          |
| 18                | Daniel Veyt         | KSV Waregem          | 9. Dezember 1956  | 5        | 1        | 1           | 0          |
| Trainer           |                     |                      |                   |          |          |             |            |
|                   | Guy Thys            |                      | 6. Dezember 1922  |          |          |             |            |

## Belgische Spiele bei der WM 1986

### Vorrunde (Gruppe B)
- Belgien – Mexiko 1:2 – Tore: 0:1 Quirarte (23. Min.), 0:2 Hugo Sánchez (38. Min.), 1:2 Vandenbergh (44. Min.)
- Belgien – Irak 2:1 – Tore: 1:0 Scifo (15. Min.), 2:0 Claesen (20. Min. per Foulelfmeter), 2:1 Radhi (58. Min.)
- Belgien – Paraguay 2:2 – Tore: 1:0 Vercauteren (31. Min.), 1:1 Cabañas (50. Min.), 2:1 Veyt (60. Min.), 2:2 Cabañas (76. Min.)

Belgien qualifizierte sich für das Achtelfinale als einer der besten Drittplatzierten der Vorrundengruppen.

### Achtelfinale
- Belgien – Sowjetunion 4:3 nach Verlängerung – Tore: 0:1 Ihor Bjelanow (27. Min.), 1:1 Scifo (54. Min.), 1:2 Bjelanow (70. Min.), 2:2 Ceulemans (75. Min.), 3:2 Demol (102. Min.), 4:2 Claesen (108. Min.), 4:3 Bjelanow (111. Min. – per Foulelfmeter)

### Viertelfinale
- Belgien – Spanien 1:1 nach Verlängerung – 6:5 nach Elfmeterschießen – Tore: 1:0 Ceulemans (34. Min.), 1:1 Señor (85. Min.)
  - Schützen des Elfmeterschießens: 1:2 Señor, 2:2 Claesen, Eloy vergibt für Spanien, 3:2 Scifo, 3:3 Chendo, 4:3 Broos, 4:4 Butragueño, 5:4 Vervoort, 5:5 Víctor Muñoz, 6:5 Leo Van der Elst

### Halbfinale
- Belgien – Argentinien 0:2 – Tore: 0:1 Maradona (51. Min.), 0:2 Maradona (61. Min.)

### Spiel um den dritten Platz
- Belgien – Frankreich 2:4 nach Verlängerung – Tore: 1:0 Ceulemans (10. Min.), 1:1 Ferreri (26. Min.), 1:2 Papin (42. Min.), 2:2 Claesen (72. Min.), 2:3 Genghini (103. Min.), 2:4 Amoros (108. Min. – per Foulelfmeter)

Der vierte Platz bei diesem Turnier war die beste Platzierung Belgiens in der Geschichte der Fußball-Weltmeisterschaft.